# Bage, Sakleshpur
Bage là một làng thuộc tehsil Sakleshpur, huyện Hassan, bang Karnataka, Ấn Độ.